# キム・クラヴェル
キム・クラヴェル（Kim Clavel、1990年9月9日 - ）は、カナダのプロボクサー。元WBC女子世界ライトフライ級王者。

## 来歴
2017年12月6日、プロデビュー戦を4回判定勝ち。
デビュー10連勝後の2019年12月7日、北米女子ライトフライ級王座決定戦に臨み、3-0判定でプロ初タイトル獲得。
2021年8月28日、プロ14試合目でMaria Soledad VargasとのWBC女子ライトフライ級スーパー王座決定戦に挑み、3-0判定で勝利しシルバー王座獲得。
2022年7月29日、イェセニア・ゴメスが持つWBC女子世界ライトフライ級王座に挑戦し、3-0（100-90、99-91×2）の判定で勝利し王座奪取に成功。
2023年1月13日、WBAスーパー王者ジェシカ・ネリ・プラタとの二団体王座統一戦に臨むが、0-3（93-97、94-96、93-97）の判定で敗れWBC王座初防衛とWBAスーパー王座奪取に失敗。
2023年5月12日、Naomi Arellano Reyesに3-0判定で勝利し再起成功。
2023年10月7日、エブリン・ベルムデスが持つIBF・WBO女子世界ライトフライ級王座に挑むが、1-2判定で王座奪取に失敗した。

## 出演
- Big Brother Célébrités（ケベック版：2021年）[8]

## 獲得タイトル
- 北米女子ライトフライ級王座
- WBC女性ライトフライ級シルバー王座
- WBC女子世界ライトフライ級王座（防衛0=陥落）